# Enemies (Ashes Divide)
Enemies è un singolo del gruppo musicale statunitense Ashes Divide, pubblicato il 7 luglio 2008 come secondo estratto dal primo album in studio Keep Telling Myself It's Alright.

## Descrizione
Il brano è stato scelto come secondo singolo del disco perché, a detta di Billy Howerdel, si distanzia stilisticamente rispetto ai suoi lavori precedenti:
Sempre secondo quanto dichiarato dal frontman, il testo è stato scritto a partire dall'immagine di rincontrare un amico d'infanzia dopo che quest'ultimo ha passato anni difficili.

## Formazione
Hanno partecipato alle registrazioni, secondo le note di copertina di Keep Telling Myself It's Alright:
Musicisti
- Billy Howerdel – voce, chitarra, basso, tastiera
- Josh Freese – batteria

Produzione
- Billy Howerdel – produzione, ingegneria del suono
- Danny Lohner – coproduzione
- Alan Moulder – missaggio
- Bob Ludwig – mastering